# Gustaf Stiernspetz
Gustaf Erik Stiernspetz (ur. 20 października 1889 w Sztokholmie, zm. 25 marca 1966 w Danderyd) – szwedzki strzelec, olimpijczyk.
Brał udział w Letnich Igrzyskach Olimpijskich 1912 (Sztokholm); startował tam w jednej konkurencji, w której zajął 48. lokatę.

## Wyniki olimpijskie
| Igrzyska | Konkurencja            | Wynik       | Miejsce    | Źródło |
| -------- | ---------------------- | ----------- | ---------- | ------ |
| IO 1912  | Pistolet dowolny, 50 m | 357 punktów | 48 (na 54) | [ 1 ]  |